# 岩崎元是
岩崎元是（1962年3月19日—），日本作曲家、吉他手、歌手。出身於北海道。
岩崎元是主要製作的音樂專輯有虹野沙希『虹的平版畫』(1998年)、G3K（橋幸夫・舟木一夫・西鄉輝彥）「小さな手紙」(2000年)、伊豆田洋之『Face』(2003年)、金月真美『Mana』（2009年）。

## 歌曲獎項
- 2004兒歌金曲頒獎典禮－－「十大兒歌金曲」、「兒歌金曲金獎」-《齊來手牽手》（改編岩崎元是作曲及編曲之《てをつなごう》，動畫《哈姆太郎》第2首香港區粵語片尾曲）

## 外部連結
- 岩崎元是Twitter （页面存档备份，存于）
- モストカンパニー （页面存档备份，存于）